# Eriopyga atrisignata
Eriopyga atrisignata är en fjärilsart som beskrevs av Jones 1908. Eriopyga atrisignata ingår i släktet Eriopyga och familjen nattflyn. Inga underarter finns listade i Catalogue of Life.